# Fuerte Beekenburg
El Fuerte Beekenburg (en neerlandés: Fort Beekenburg) (También conocido como El Castillo o Het Kasteel) es una fortaleza en Curazao en medio de la Bahía de Caracas (Caracasbaai) en las Antillas Menores.
El Fuerte Beekenburg fue construido en 1703 con el objeto de proporcionar una mejor defensa del área contra los ataques españoles.
Fue uno de los pocos lugares adecuados para acceder desde el mar a la tierra. Por lo tanto, se decidió construir una fortaleza para hacer inaccesible Willemstad a los enemigos.

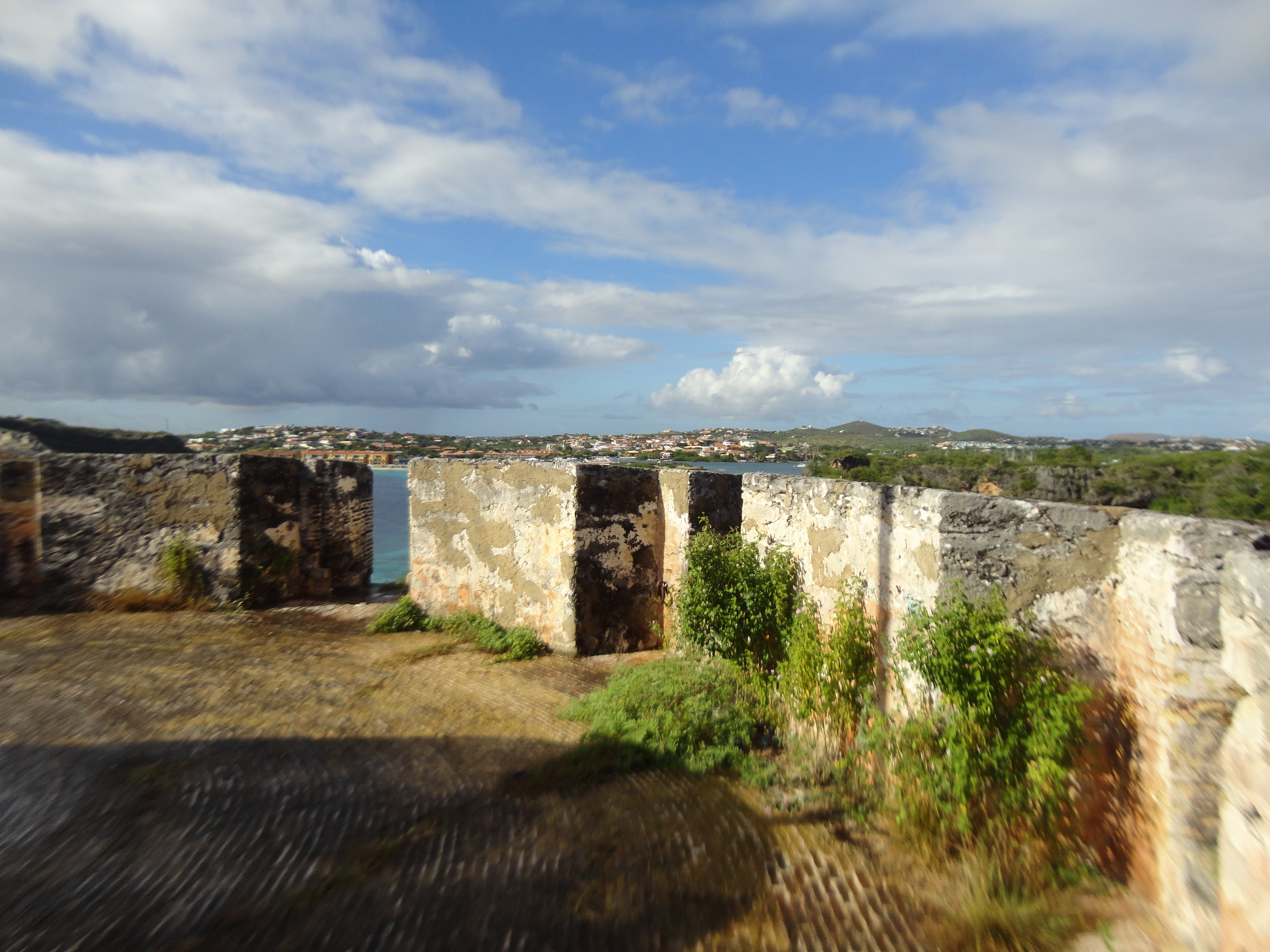
Vista desde el Fuerte

El fuerte recibe nombre de Sir Brook entre 1701 y 1704 que coordinó la defensa de la ciudad. Durante el siglo XVIII, la fortaleza sufrió varios ataques de las tropas francesas y británicas. En un determinado momento, los británicos trataron de eludir el fuerte usando la montaña adyacente. Sin embargo, esto causó tantos problemas y tomó tanto tiempo que el plan se suspendió y se decidió la retirada antes de que los holandeses hubiesen reunido sus tropas. De 1800 a 1803 y desde 1807 hasta 1816 Curazao estuvo bajo breve ocupación de los británicos. Varias veces Fort Beekenburg fue atacado por piratas, sin éxito.